# Vassobia dichotoma
Vassobia dichotoma là loài thực vật có hoa trong họ Cà. Loài này được (Rusby) Bitter miêu tả khoa học đầu tiên năm 1918.